# Cuadrado semiótico

El cuadrado semiótico.

El cuadrado semiótico o cuadrado de Greimas es la base teórica sobre la que se edifica la semiótica greimasiana que lo plantea a nivel de estructura elemental de la significación. 
Se funda en las operaciones más simples de la mente, que son la negación y la aserción y gracias a las cuales se formaliza la relación de presuposición recíproca (copresencia) que los términos primitivos de una misma categoría semántica mantienen. Es el modelo constitucional de esta teoría.
Este cuadrado es una forma de clasificar los conceptos basando en un par que se oponen, por ejemplo femenino-masculino, lindo-feo y está basado en el cuadrado lógico de Aristóteles llamado cuadrado de oposición.
Comenzando de la oposición entre S1 y S2, el cuadrado semiótico implica además la existencia de otros conceptos llamados ~S1 y ~S2, que tienen las siguientes relaciones con el resto del conjunto:
- S1 y S2: se oponen
- S1 y ~S1, S2 y ~S2: se contradicen
- S1 y ~S2, S2 y ~S1: se complementan

El cuadrado semiótico también produce en un segundo movimiento meta-conceptos compuestos a partir de los cuatro iniciales, de los cuales los más importantes son: 
- S1 y S2
- ni S1 ni S2

## Usos
El cuadrado semiótico se ha empleado para analizar las premisas de multitud de ámbitos, entre ellos el lenguaje corporativo, el discurso de los estudios de ciencia, el cuento de Caperucita Roja, la narrativa, y la publicidad.